# Mahdi Mahdawi

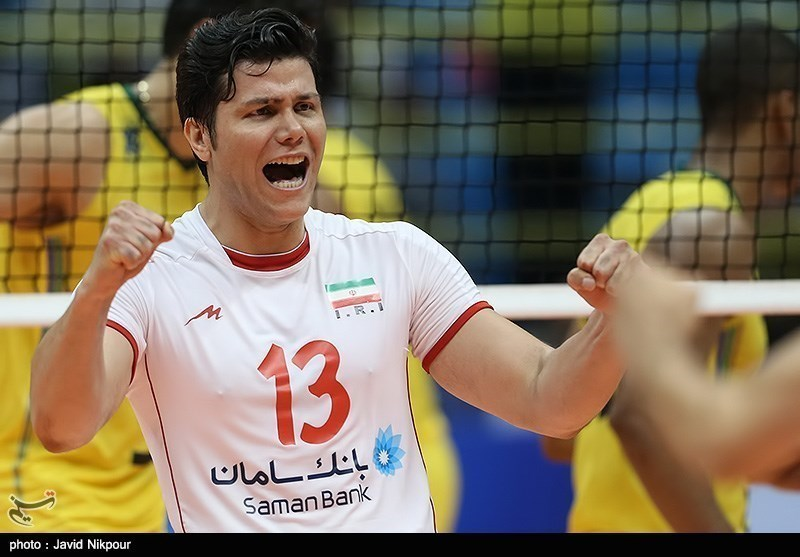
Mahdi Mahdawi

Mahdi Mahdawi (pers. مهدی مهدوی; ur. 13 lutego 1984 w Karadżu) – irański siatkarz, grający na pozycji rozgrywającego.

## Sukcesy klubowe
Mistrzostwo Iranu:
- 2016, 2017, 2018, 2022[2]
- 2011, 2012
- 2006

Klubowe Mistrzostwa Azji:
- 2016, 2017, 2018
- 2022[3]

## Sukcesy reprezentacyjne
Mistrzostwa Azji Kadetów:
- 2001

Mistrzostwa Świata Kadetów:
- 2001

Mistrzostwa Azji Juniorów:
- 2002

Puchar Azji:
- 2008, 2010

Mistrzostwa Azji:
- 2011, 2013
- 2009

Igrzyska Azjatyckie:
- 2014
- 2010

## Nagrody indywidualne
- 2016: Najlepszy rozgrywający Klubowych Mistrzostw Azji